# Eustrophopsis arizonensis
Eustrophopsis arizonensis är en skalbaggsart som först beskrevs av Horn 1888.  Eustrophopsis arizonensis ingår i släktet Eustrophopsis och familjen skinnsvampbaggar. Inga underarter finns listade i Catalogue of Life.